# Болотнова, Нина Сергеевна
Ни́на Серге́евна Болотнова (род. 8 декабря 1952) — российский лингвист, доктор филологических наук (1992), профессор, заслуженный работник высшей школы РФ (1999).

## Биография
В 1975 г. окончила филологический факультет ТГУ, с того же года — на преподавательской работе в Томском государственном педагогическом университете.
В 1983 году защитила кандидатскую диссертацию «Образная перспектива глагольного слова в рассказах Ю. М. Нагибина: на материале семантико-стилистической группы языковых единиц, соотносящихся с речью», в 1992 году — докторскую диссертацию «Художественный текст в коммуникативном аспекте: комплексный анализ единиц лексического уровня».
С 1993 года заведует кафедрой современного русского языка и стилистики ТГПУ. Член редакционной коллегии журнала «Русский язык в школе».
Автор более 400 научных работ, включая 6 монографий и 13 учебных пособий по стилистике художественной литературы, лингвистическому анализу художественного текста, лексикологии, теории текста и методике преподавания русского языка.